# Leontodon
Il dente di leone (nome scientifico Leontodon L., 1753)  è un genere di piante angiosperme dicotiledoni della famiglia delle Asteraceae.

## Etimologia
Il nome del genere (Leontodon) deriva da due parole greche "leon" ( = leone), e "odous" ( = "dente") e si riferisce ai margini dentati delle foglie.
Il nome scientifico attualmente accettato è stato proposto da Carl von Linné (1707 – 1778) biologo e scrittore svedese, considerato il padre della moderna classificazione scientifica degli organismi viventi, nella pubblicazione Species Plantarum del 1753 (in realtà la prima denominazione di questo genere risale al 1737, sempre per opera di Linneo).

## Descrizione

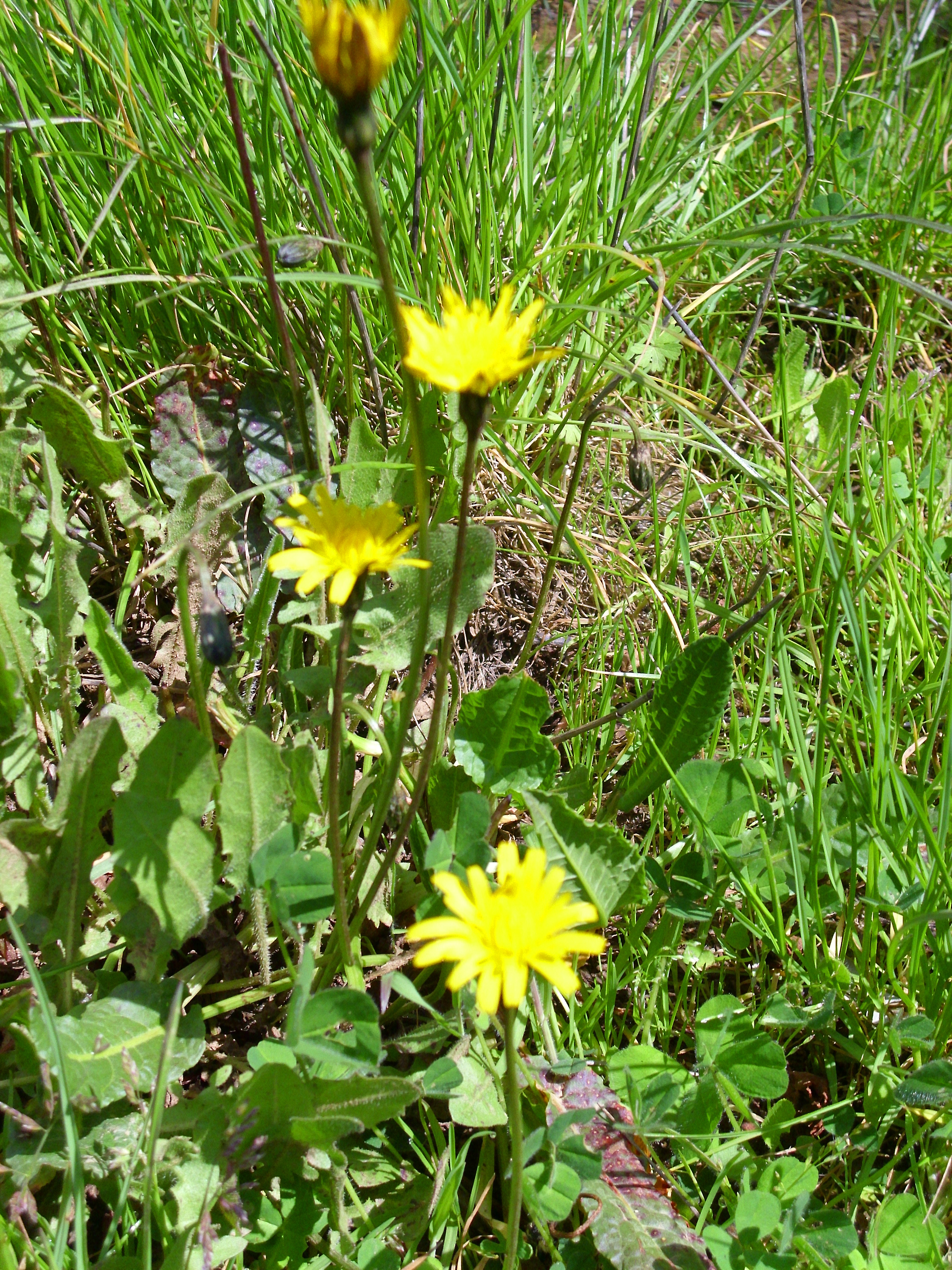
Il portamento
Leontodon tuberosus

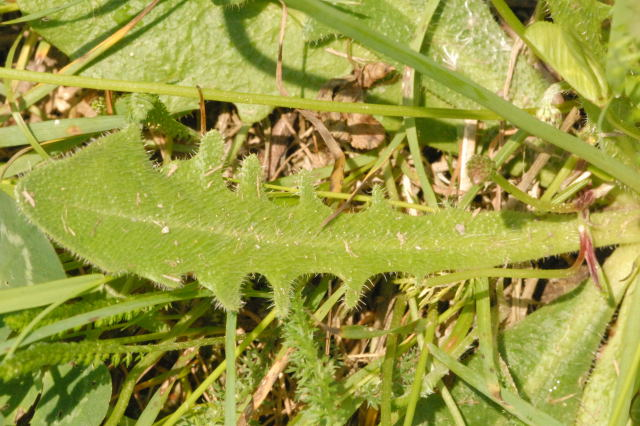
La foglia
Leontodon hispidus

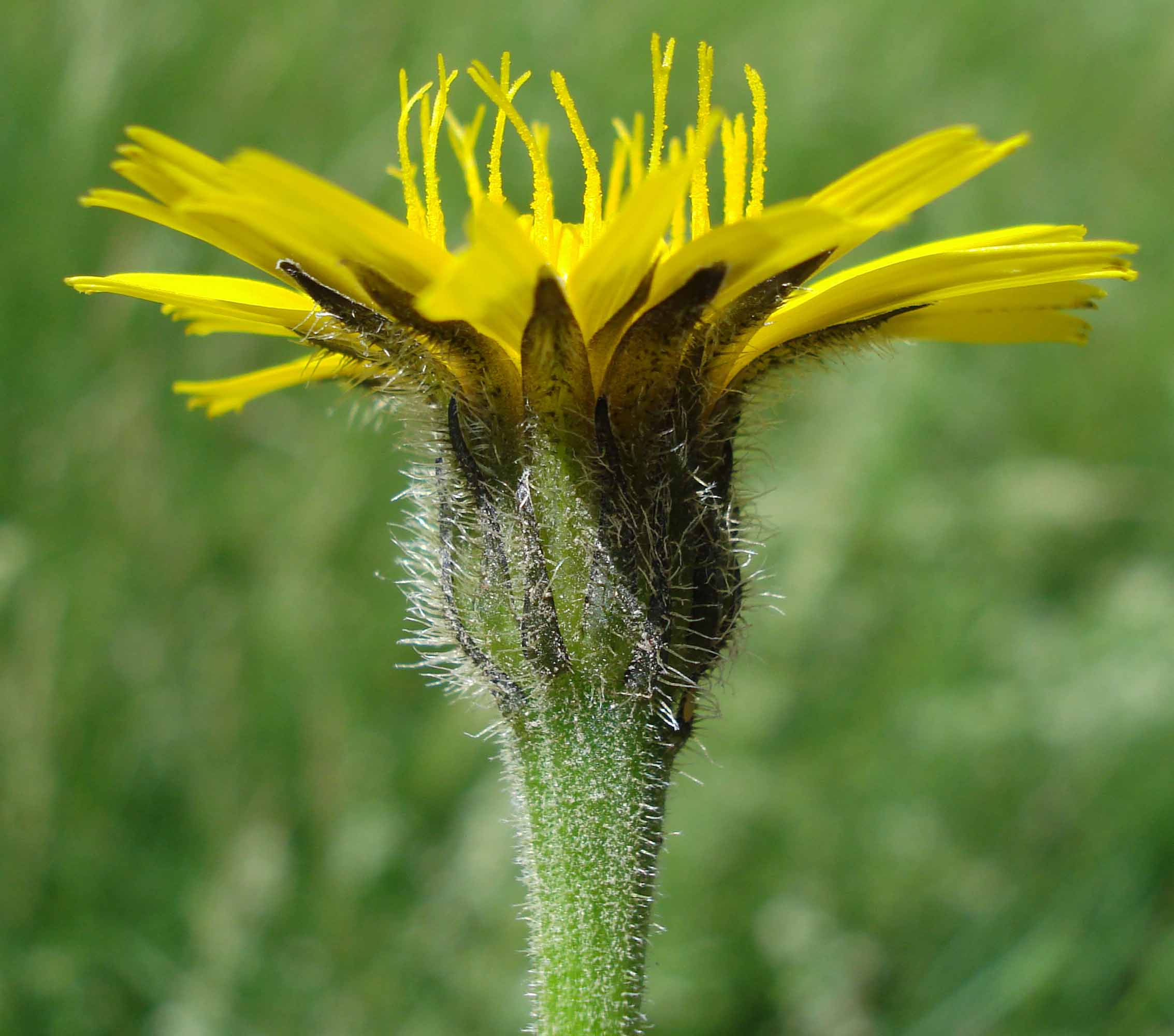
L'involucro
Leontodon hispidus

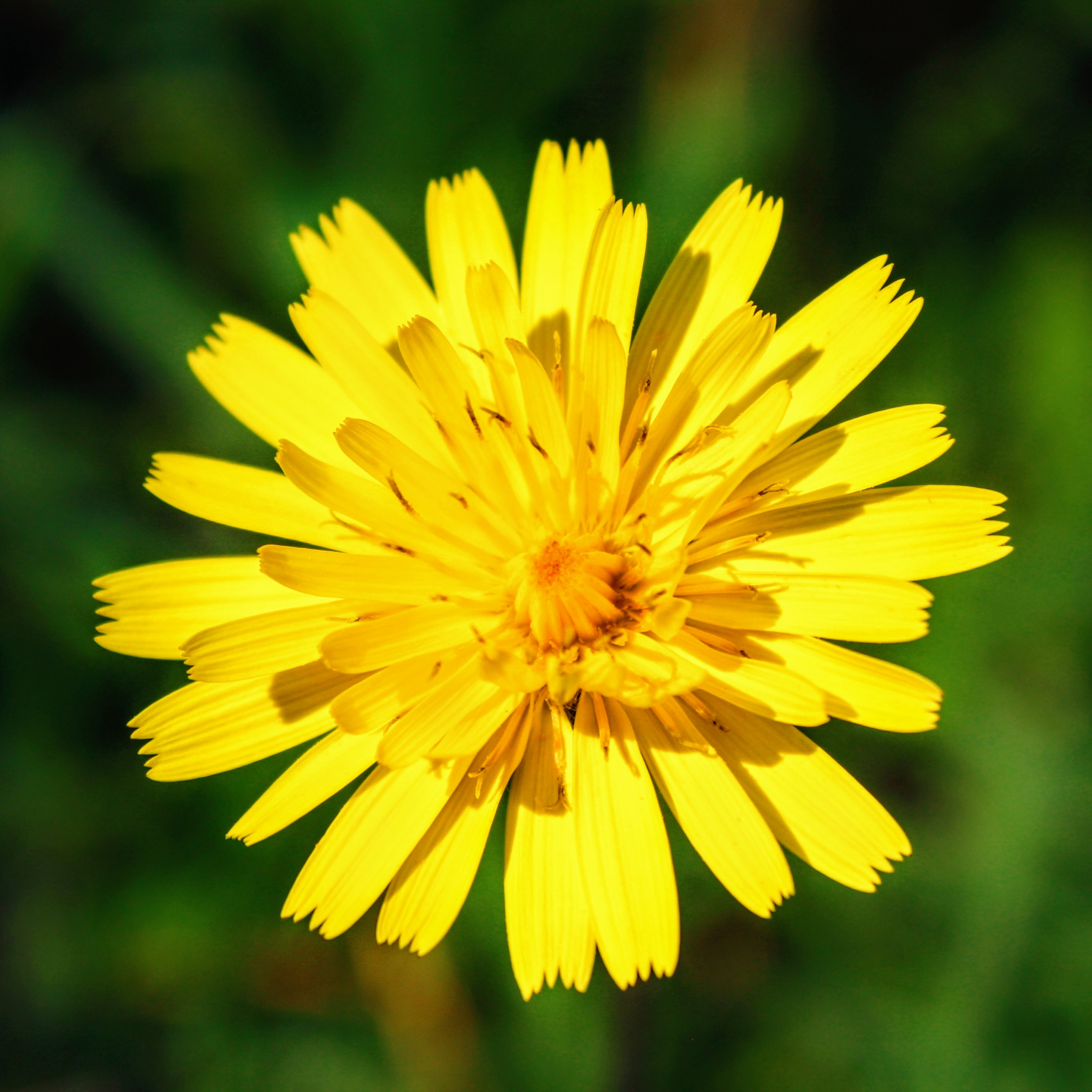
I fiori ligulati
Leontodon tuberosus

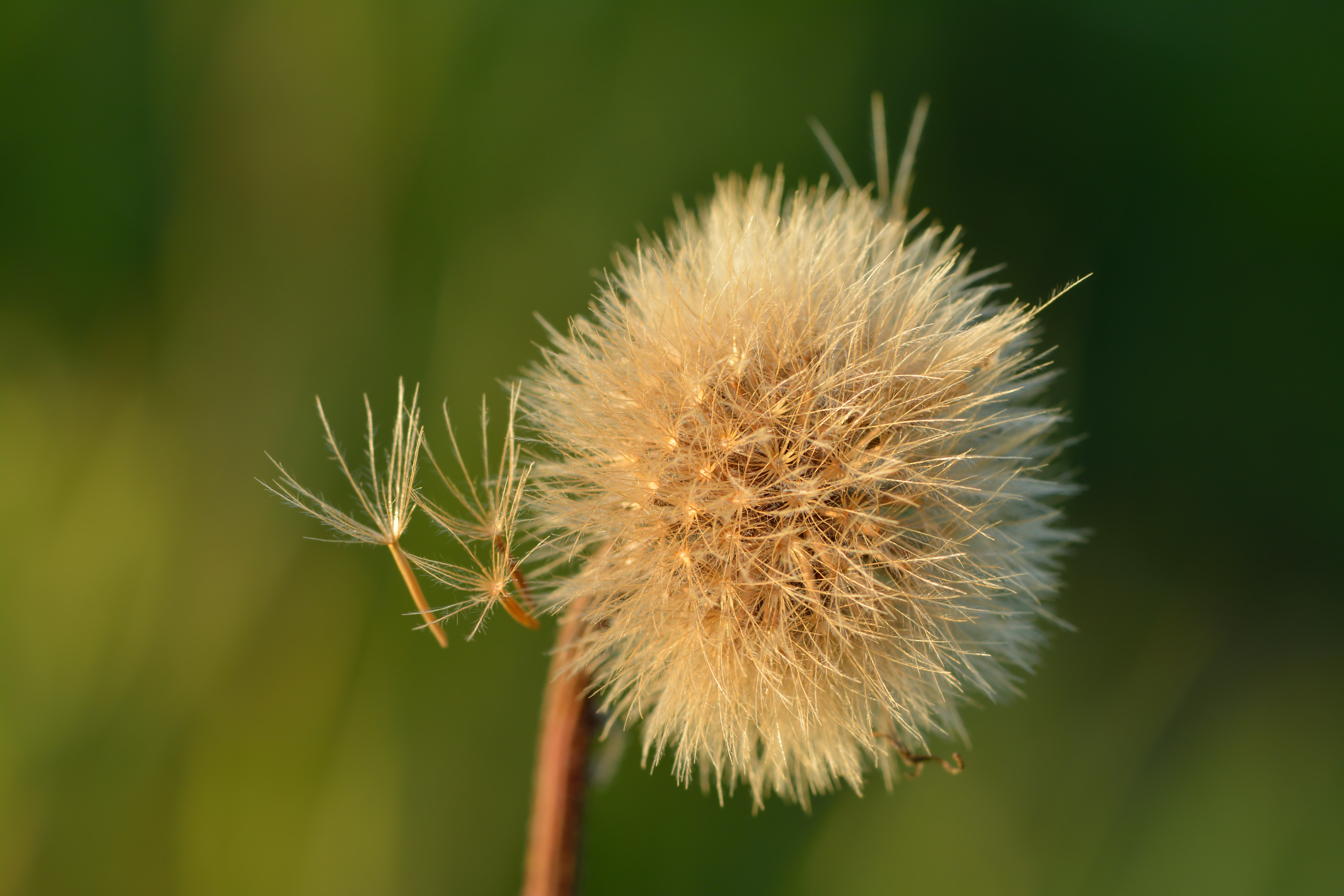
Leontodon hispidus

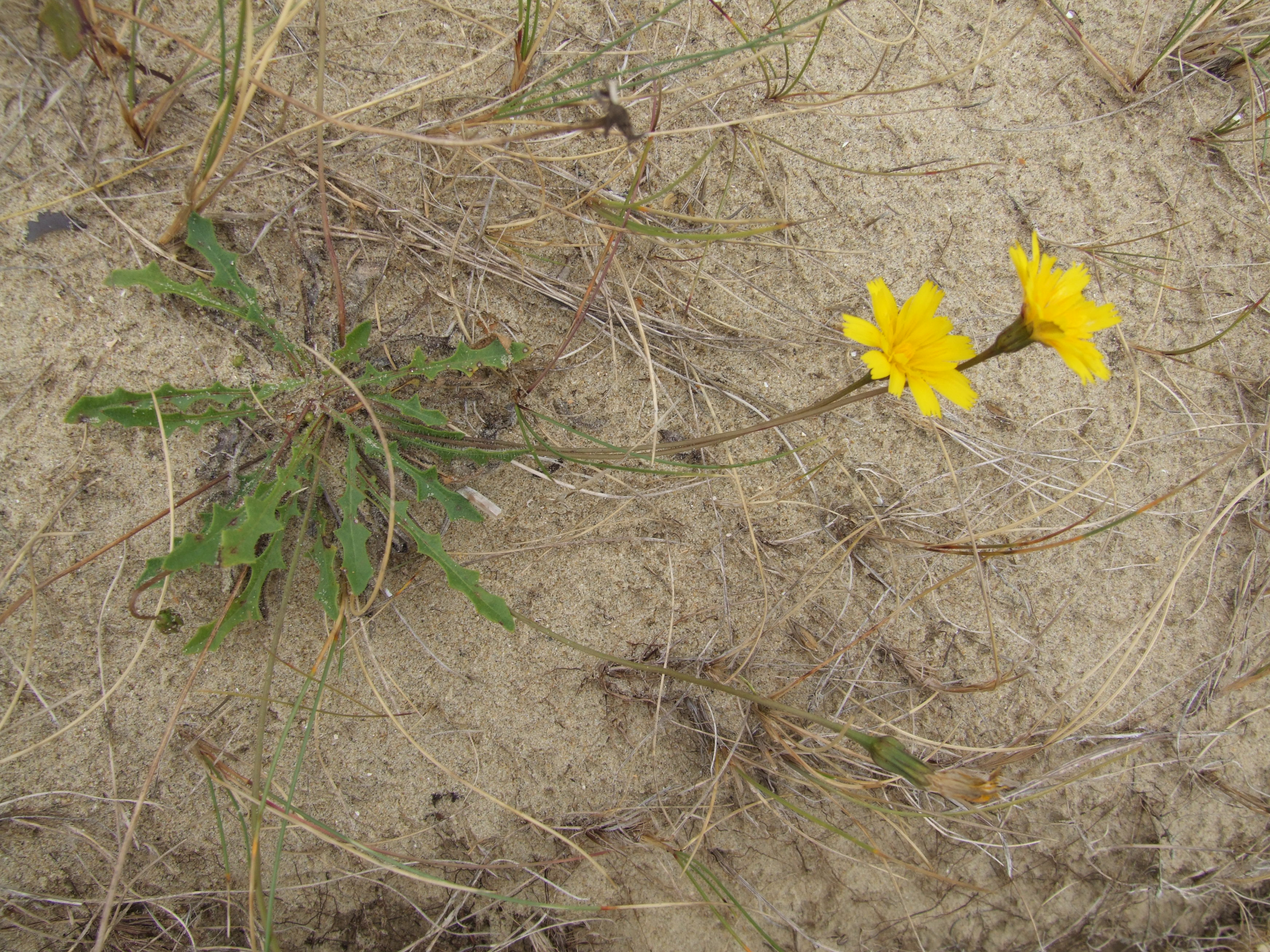
Leontodon saxatilis, Bray-Dunes

Habitus. La forma biologica prevalente è emicriptofita rosulata (H ros), ossia sono piante perenni, con gemme svernanti al livello del suolo e protette dalla lettiera o dalla neve e con le foglie disposte a formare una rosetta basale. Sono presenti anche specie con ciclo biologico annuale come terofita scaposa (T scap). La maggior parte di queste piante sono ricoperte da peli stellati (ma non a forma di ancora). Qualche specie è tuberosa.
Radici. Le radici sono secondarie da rizoma e possono essere di tipo fibroso.
Fusto. 
- Parte ipogea: la parte sotterranea può essere fittonante, oppure formata da un rizoma tuberoso fusiforme, ingrossato e a volte disposto in fascetti.
- Parte epigea: la parte aerea del fusto è uno scapo nudo (afillo) con infiorescenze terminali; per ogni pianta si possono avere fino a 20 steli (o scapi). L'altezza di queste piante varia da 5 a 60 e più cm (massimo 80 cm).

Foglie. In genere queste piante sono provviste di una rosetta basale (le foglie cauline non sono presenti) con foglie disposte in modo patente e piccioli il più delle volte arrossati e alati. La lamina delle foglie è di tipo sinuato-dentato (fino a pennatifida) con perimetro oblanceolato-spatolato con la larghezza massima verso l'apice della foglia; la superficie può essere glabra o altrimenti è sparsamente ricoperta da peli di tipo vario tipo (vedi disegno dei peli più sotto). Dimensione delle foglie: larghezza 1 – 2 cm; lunghezza 5 – 20 cm.
Infiorescenza. Le infiorescenze sono composte da singoli capolini peduncolati per ogni stelo (gli scapi normalmente sono indivisi). I peduncoli possono essere ingrossati appena sotto l'infiorescenza. I capolini sono formati da un involucro a forma cilindrica o campanulata composto da brattee (o squame) disposte in modo embricato su più serie (usualmente 2) all'interno delle quali un ricettacolo fa da base ai fiori tutti ligulati. Le squame dell'involucro da 16 a 20 possono essere ricoperte da peli simili a quelli delle foglie; la forma delle squame è lineare (talvolta quelle esterne sono lanceolate). Il ricettacolo è nudo, ossia privo di pagliette a protezione della base dei fiori. Diametro dei capolini: 15 – 40 mm. Dimensioni dell'involucro: larghezza 5 mm; lunghezza 10 mm.
Fiori. I fiori da 20 a 30 sono tutti del tipo ligulato (il tipo tubuloso, i fiori del disco, presente nella maggioranza delle Asteraceae, qui è assente), sono tetra-ciclici (ossia sono presenti 4 verticilli: calice – corolla – androceo – gineceo) e pentameri (ogni verticillo ha 5 elementi). I fiori sono ermafroditi e zigomorfi.
- Formula fiorale:

*/x K {\displaystyle \infty }, [C (5), A (5)], G 2 (infero), achenio
- Calice: i sepali del calice sono ridotti ad una coroncina di squame.
- Corolla: le corolle sono formate da un tubo e da una ligula terminante con 5 denti; di norma il colore delle corolle è giallo; quello dei fiori più esterni può essere più scuro sul lato più esterno. Lunghezza della corolla: 10 – 15 mm.
- Androceo: gli stami sono 5 con filamenti liberi, mentre le antere sono saldate in un manicotto (o tubo) circondante lo stilo.[17] La base delle antere è acuta. Il polline è tricolporato.[18]
- Gineceo: lo stilo filiforme è giallo e peloso sul lato inferiore; gli stigmi dello stilo sono due divergenti. L'ovario è infero uniloculare formato da 2 carpelli. La superficie stigmatica (degli stigmi) è posizionata internamente (vicino alla base).[19]
- Antesi: in genere queste piante fioriscono tardi: da luglio all'autunno.

Frutti. I frutti sono degli acheni con pappo piumoso. La forma dell'achenio è un po' ristretta all'apice; ha inoltre delle coste oscure (da 10 a 14) percorse da deboli rugosità trasversali. Il pappo è formato da diverse setole semplici o piumose disposte su due serie (quelle esterne sono più brevi). La piumosità delle setole è data dalla presenza di peli secondari persistenti fino alla maturità dell'achenio. Dimensione dell'achenio: 6 – 12 mm.

## Biologia
- Impollinazione: l'impollinazione avviene tramite insetti (impollinazione entomogama tramite farfalle diurne e notturne).
- Riproduzione: la fecondazione avviene fondamentalmente tramite l'impollinazione dei fiori (vedi sopra).
- Dispersione: i semi (gli acheni) cadendo a terra sono successivamente dispersi soprattutto da insetti tipo formiche (disseminazione mirmecoria). In questo tipo di piante avviene anche un altro tipo di dispersione: zoocoria. Infatti gli uncini delle brattee dell'involucro si agganciano ai peli degli animali di passaggio disperdendo così anche su lunghe distanze i semi della pianta.

## Distribuzione e habitat
In Italia le specie di Leontodon sono abbastanza comuni e si trovano ad altitudini variabili fra 0 e 3.000 m s.l.m., sia nelle Alpi che negli Appennini. In genere prediligono stazioni aride, zone incolte e ghiaioni, si trovano anche sulle rocce o nelle fessure delle rupi. I Leontodon oltre che in Italia si trovano in Europa, in Asia (Vicino Oriente e aree centrali dell'Asia), in Africa settentrionale e nel Messico. In altre aree (America del Nord, America del Sud e Australia) sono considerate specie naturalizzate. Il centro di espansione principale è il bacino del Mediterraneo (parte Occidentale).

## Tassonomia
La famiglia di appartenenza di questa voce (Asteraceae o Compositae, nomen conservandum) probabilmente originaria del Sud America, è la più numerosa del mondo vegetale, comprende oltre 23.000 specie distribuite su 1.535 generi, oppure 22.750 specie e 1.530 generi secondo altre fonti (una delle checklist più aggiornata elenca fino a 1.679 generi). La famiglia attualmente (2021) è divisa in 16 sottofamiglie.
Il genere Leontodon contiene 41 specie, una ventina delle quali sono presenti nella flora spontanea italiana.

### Panorama storico
Tradizionalmente questo gruppo era assegnato alla sottofamiglia "Tubiflore" (tribù "Cicorie"). In tempi più recenti il nome della sottofamiglia è stato cambiato in Cichorioideae (Juss.) Chevall. e la tribù in Cichorieae Lam. & DC.; inoltre è stata aggiunta una classificazione tassonomica intermedia: quella della sottotribù Hypochaeridinae Less. Questa tassonomia (secondo la classificazione ormai classica di Cronquist) è stata confermata dalle ricerche filogenetiche sul DNA di questi ultimi anni (classificazione APG).

### Filogenesi
Il genere di questa voce appartiene alla sottotribù Hypochaeridinae della tribù Cichorieae (unica tribù della sottofamiglia Cichorioideae). In base ai dati filogenetici la sottofamiglia Cichorioideae è il terz'ultimo gruppo che si è separato dal nucleo delle Asteraceae (gli ultimi due sono Corymbioideae e Asteroideae). La sottotribù Hypochaeridinae fa parte del "quarto" clade della tribù; in questo clade è posizionata nel "core" del gruppo , vicina alle sottotribù Crepidinae e Chondrillinae.
I seguenti caratteri sono distintivi per la sottotribù:
- l'indumento delle piante è formato da peli grossolani;
- le setole del pappo hanno delle sporgenze laterali rigide costituite da un'unica cellula tubolare gigante.

Il nucleo della sottotribù Hypochaeridinae è l'alleanza Hypochaeris-Leontodon/Picris e formano (insieme ad altri generi minori) un "gruppo fratello". Rispetto a precedenti raggruppamenti delle Hypochaeridinae, diversi generi sono stati esclusi dalla circoscrizione rivista sulla base di recenti analisi filogenetiche molecolari. Il gruppo attualmente si presenta monofiletico (a parte l'enigmatica Prenanthes purpurea attualmente descritta nelle Lactucinae).
Il genere di questa voce, nell'ambito della sottostribù occupa il "core" del gruppo, e con i generi Picris e Helminthotheca formano un "gruppo fratello". Ricerche recenti hanno dimostrato che il genere Leontodon nella delimitazione tradizionale è polifiletico. La sezione Thrincia insieme ai generi Picris e Helminthotheca formano una politomia, mentre le due sezioni Leontodon e  Asterothrix formano un "gruppo fratello" monofiletico.
l cladogramma seguente, tratto dallo studio citato e semplificato, mostra una possibile configurazione filogenetica del genere.
|  | Leontodon sect. Leontodon   |
|  |                             |
|  | Leontodon sect. Asterothrix |
|  |                             |

|  | Leontodon sect. Thrincia |
|  |                          |
|  | genere Picris            |
|  |                          |
|  | genere Helminthotheca    |
|  |                          |

|  | Leontodon sect. Leontodon   |
|  |                             |
|  | Leontodon sect. Asterothrix |
|  |                             |

|  | Leontodon sect. Thrincia |
|  |                          |
|  | genere Picris            |
|  |                          |
|  | genere Helminthotheca    |
|  |                          |

I caratteri distintivi per le specie di questo genere sono:
- la superficie di queste piante è glabra o variamente pubescente (raramente a peli a forma di àncora);
- l'involucro ha due serie (o più) di brattee;
- gli acheni non sono piegati e sono privi di diaframma.

Il numero cromosomico delle specie di questo genere è 2n = 8, 12 e 14 con specie diploidi e tetraploidi.

### Sezioni del genere
All'interno del genere, soprattutto in riferimento alla flora spontanea italiana, le varie specie vengono divise tradizionalmente (Adriano Fiori) in cinque sezioni (Kalbfussia, Thrincia, Millina, Scorzoneroides e Apargia) in base a caratteri come il ciclo biologico (annuale o perenne), la morfologia del pappo, dell'achenio e delle radici (ingrossate in tuberi oppure no) e altri caratteri.
Attualmente secondo le ultime ricerche filogenetiche il genere viene suddiviso nelle tre seguenti sezioni:
- sect. Asterothrix: la distribuzione delle specie di questa sezione è mediterranea ed è caratterizzata da piante con peli 3-fidi; queste piante hanno inoltre un robusto fittone verticale; tutti gli acheni sono simili (con - oppure senza - brevi peli rigidi all'apice). Il numero cromosomico predominante di base è x = 4.

- sect. Leontodon: questa sezione comprende soprattutto specie europee e anatolico-caucasiche. Il portamento tipico è rappresentato da capolini singoli su steli semplici senza foglie; queste piante, inoltre, hanno un fittone obliquo o trasversale, ramificato e troncato; tutti gli acheni sono simili più o meno muricati (tubercolati) e sempre senza brevi peli rigidi all'apice. Il numero cromosomico predominante di base è x = 7.

- sect. Thrincia: il centro della distribuzione di Thrincia è il Mediterraneo occidentale. Queste piante condividono peli a 2 - 3 rami, diritti o uncinati. Gli acheni sono dimorfi (esterni e interni): il pappo degli acheni esterni ha la forma di una coroncina cartilaginea; quello degli acheni interni è peloso. Questo gruppo è diviso in due cladi: (1) uno con la specie L. tuberosus distribuita nel Mediterraneo sud-occidentale e la specie L. maroccanus; (2) l'altro comprendente L. tingitanus (dalla Spagna al Marocco) e il gruppo di L. saxatilis. Il numero cromosomico predominante di base è x = 4.

### Variabilità

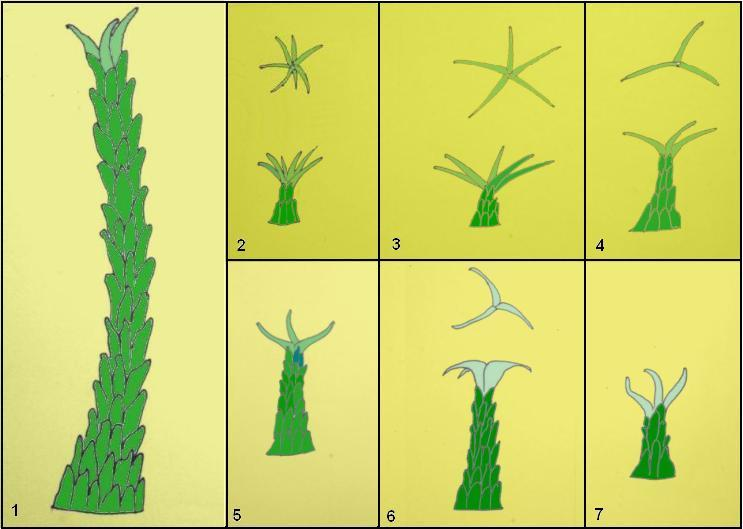
I peli di alcune specie (1.L. hirtus - 2.L. berinii - 3.L. incanus - 4.L. tenuiflorus - 5.L. crispus - 6.L. anomalus - 7.L. hispidus)

Le specie di questo genere sono molto variabili (la sofferta tassonomia di questo gruppo ne è un effetto) a causa anche della presenza della tetraploidia. I caratteri più soggetti a variabilità sono i seguenti:
- il tipo di peli stellati come la lunghezza dello stipite e il numero dei raggi che possono essere più o meno lunghi o più o meno sottili. L'aspetto dei peli è uno dei caratteri più importanti per riconoscere le varie specie (e sezioni) di questo genere. I peli in genere sono del tipo stellato con uno o più raggi, più o meno lunghi e con stipite corto, allungato o ingrossato. La figura a lato (tratta dalla "Flora d'Italia") mostra i peli di alcune specie (i disegni non sono in scala).
- le piante possono essere "pesantemente" pelose o del tutto glabre (L. hispidus);
- la densità dell'indumento sulle foglie e sulle brattee dell'involucro può variare molto (L. crispus);
- la forma della lamina delle foglie (L. hispidus);
- lo scapo può essere indiviso o biforcato (L. anomalus);
- la dimensione dei capolini (L. hispidus);

### Specie spontanee italiane
Per meglio comprendere ed individuare le varie specie del genere (solamente per le specie spontanee della flora italiana) l'elenco seguente utilizza in parte il sistema delle chiavi analitiche (vengono cioè indicate solamente quelle caratteristiche utili a distingue una specie dall'altra).
SEZIONE Thrincia: gli acheni sono dimorfi (esterni e interni): il pappo degli acheni esterni ha la forma di una coroncina cartilaginea; quello degli acheni interni è peloso;
Leontodon tuberosus L. - Dente di leone comune: le radici sono tuberizzate; l'altezza varia da 15 a 40 cm; il ciclo biologico è perenne; la forma biologica è emicriptofita rosulata (H ros); il tipo corologico è Steno-Mediterraneo; l'habitat tipico per queste piante sono i pascoli aridi, gli oliveti e le radure delle macchie; la distribuzione in Italia è relativa a tutto il territorio (escluse le Alpi) fino ad un'altitudine di 1.000 m s.l.m..
Leontodon saxatilis Lam. - Dente di leone di Leysser: queste piante sono prive di tuberi; l'altezza varia da 10 a 30 cm; il ciclo biologico è perenne (ma anche annuale = T scap); la forma biologica è emicriptofita scaposa (H scap); il tipo corologico è Orofita-Mediterraneo; l'habitat tipico per queste piante sono i pendii aridi marnosi, i pascoli e le sponde degli stagni; la distribuzione in Italia è relativa a tutto il territorio (escluso il sud e le isole) fino ad un'altitudine di 1.000 m s.l.m..
SEZIONE Asterothrix: queste piante hanno un robusto fittone verticale; tutti gli acheni sono simili (con - oppure senza - brevi peli rigidi all'apice); 
- 1A: le foglie sono scabre con peli a 3 rami incurvati (ad àncora); le foglie della rosetta basale sono intere o debolmente sinuate; il pappo è composto da peli semplici;

Leontodon anomalus Ball. - Dente di leone delle Apuane: il pappo è formato da setole piumose solamente nei capolini immaturi (in seguito i peli di 2º ordine cadono, e le setole sono semplici); l'altezza varia da 25 a 45 cm; il ciclo biologico è perenne; la forma biologica è emicriptofita rosulata (H ros); il tipo corologico è Endemico - Nord Appenninico; l'habitat tipico per queste piante sono le rupi e le ghiaie su suolo calcareo; la distribuzione sul territorio italiano è relativa soprattutto alle Alpi Apuane fino ad un'altitudine di 1.800 m s.l.m..
- 1B: le foglie sono scabre con peli multifidi non incurvati; il pappo è piumoso;

- 2A: le foglie, di aspetto farinoso, sono ricoperte da peli 6-16-fidi, sessili o stipitati; lo scapo è semplice, talvolta è ramificato;

Leontodon berinii (Bartl.) Roth - Dente di leone di Berini: l'altezza varia da 10 a 20 cm; il ciclo biologico è perenne; la forma biologica è emicriptofita rosulata (H ros); il tipo corologico è Endemico - Alpico orientale; l'habitat tipico per queste piante sono i greti dei torrenti, le aree alluvionate e i banchi di ghiaia; la distribuzione in Italia è relativa al Nord-Est fino ad una altitudine di 1.100 m s.l.m..
- 2B: le foglie sono ricoperte da peli 2-5-fidi, sessili o stipitati; lo scapo è sempre semplice;

- 3A: il fusto si presenta peloso-vellutato; i peli delle foglie hanno 4 - 5 rami lunghi come lo stipite;

- 4A: le foglie della rosetta basale sono intere o debolmente sinuate;

Leontodon incanus (L.) Schrank - Dente di leone biancheggiante: i peli delle foglie sono stellati in modo regolare con 4 raggi apicali lunghi come o più dello stipite; l'altezza varia da 20 a 40 cm; il ciclo biologico è perenne; la forma biologica è emicriptofita rosulata (H ros); il tipo corologico è Orofita - Est Alpico/Carpatico; l'habitat tipico per queste piante sono le rocce alterate, i ghiaioni sfasciati e i pascoli aridi; la distribuzione in Italia è relativa al Nord-Est fino ad una altitudine compresa fra 400 e 2.100 m s.l.m..
- 4B: le foglie della rosetta basale sono decisamente dentate o pennato-divise;

Leontodon apulus (Fiori) Brullo - Dente di leone pugliese: le foglie delle rosette basali sono pennato-divise con contorno lineare-lanceolato; i margini delle brattee involucrali esterne sono ciliate con peli semplici o bifidi; l'altezza varia da 10 a 40 cm; il ciclo biologico è perenne; la forma biologica è emicriptofita rosulata (H ros); il tipo corologico è Endemico Sud Italico; l'habitat tipico per queste piante sono le rupi e le fessure calcaree; la distribuzione in Italia è relativa al Sud (Campania e Puglia) fino ad una altitudine di 700 m s.l.m..
Leontodon intermedius Hunter, P. & R. - Dente di leone garganico: le foglie delle rosette basali sono decisamente dentate con contorno lanceolato; le foglie hanno un aspetto vellutato con un fitto indumento di peli stellati con 4 raggi apicali lunghi quanto lo stipite; i margini delle brattee involucrali esterne sono ciliato-pettinati con peli bianchi 2-5-fidi; l'altezza varia da 5 a 15 cm; il ciclo biologico è perenne; la forma biologica è emicriptofita rosulata (H ros); il tipo corologico è Endemico Sud Appenninico; l'habitat tipico per queste piante sono le rupi e le fessure calcaree; la distribuzione in Italia è relativa al Sud fino ad una altitudine compresa fra 300 e 2.100 m s.l.m..
- 3B: il fusto si presenta peloso ma non vellutato; i peli delle foglie sono stellati con 2 - 3 raggi più brevi dello stipite;

Leontodon tenuiflorus (Gaudin) Rchb. - Dente di leone insubrico: i peli delle foglie sono stellati in modo regolare con 2 - 3 raggi apicali lunghi metà dello stipite (raramente queste piante sono glabre); i bordi delle foglie variano da interi a debolmente dentati; l'altezza varia da 25 a 40 cm; il ciclo biologico è perenne; la forma biologica è emicriptofita rosulata (H ros); il tipo corologico è Endemico Est Alpico; l'habitat tipico per queste piante sono le fessure delle rocce e i pendii soleggiati; la distribuzione in Italia è relativa al Nord-Est fino ad una altitudine compresa fra 200 e 1.400 m s.l.m..
Leontodon crispus Vill. - Dente di leone crespo: le foglie si presentano ruvide con peli rigidi con 3 raggi all'apice (i raggi sono sempre più brevi dello stipite); i bordi delle foglie variano da decisamente dentati a pennato-divisi; l'altezza varia da 20 a 40 cm; il ciclo biologico è perenne; la forma biologica è emicriptofita rosulata (H ros); il tipo corologico è Sud Europeo; l'habitat tipico per queste piante sono i pascoli aridi, le garighe e i gli incolti; la distribuzione in Italia è comune su tutto il territorio (isole escluse) fino ad una altitudine di 1.200 m s.l.m..
SEZIONE Leontodon: queste piante hanno un fittone obliquo o trasversale, ramificato e troncato; tutti gli acheni sono simili più o meno muricati (tubercolati) e sempre senza brevi peli rigidi all'apice;
- 1A: i peli delle foglie sono bifidi o stellati con stipite allungato con brevissimi rami;

Leontodon hirtus L. - Dente di leone di Villars: i peli fogliari sono verrucosi; l'altezza varia da 7 a 30 cm; il ciclo biologico è perenne; la forma biologica è emicriptofita rosulata (H ros); il tipo corologico è Nord Ovest Mediterraneo; l'habitat tipico per queste piante sono i bordi delle vie e i pendii aridi; la distribuzione in Italia è relativa al Piemonte fino ad una altitudine di 100 - 1.400 m s.l.m.. (Nella "Flora d'Italia" questa specie è indicata come Leontodon villarsii (Willd.) Loisel.).
Leontodon rosani (Ten.) DC. - Dente di leone di Rosano: i peli fogliari sono quasi lisci; l'altezza varia da 7 a 30 cm; il ciclo biologico è perenne; la forma biologica è emicriptofita rosulata (H ros); il tipo corologico è Nord Ovest Mediterraneo; l'habitat tipico per queste piante sono gli incolti, i bordi delle vie e i pendii aridi; la distribuzione in Italia è comune al Nord fino ad una altitudine di 100 - 1.400 m s.l.m..
- 1B: i peli delle foglie sono bifidi o stellati con rami lunghi più o meno come lo stipite;

Leontodon hispidus L. - Dente di leone comune: lo scapo è semplice; le radici hanno un diametro minore di 1,5 mm; l'involucro è lungo 9 - 15 mm; gli acheni sono lunghi 5 - 8 mm; l'altezza varia da 10 a 60 cm; il ciclo biologico è perenne; la forma biologica è emicriptofita rosulata (H ros); il tipo corologico è Europeo - Caucasico; l'habitat per queste piante è vario; la distribuzione in Italia è relativa a tutto il territorio (escluse le Isole) fino ad un'altitudine di 2.700 m s.l.m..
Leontodon hyoseroides Welw. ex Rchb.: simile alla specie Leontodon hispidus, ma con foglie glabre profondamente incise fin alla nervatura; la distribuzione in Italia è relativa solamente al nord. (Nella "Flora d'Italia" questa specie è indicata come Leontodon hispidus subsp. hyoseroides (Welw. ex Reichenb.) J.Murr).
Leontodon dubius (Hoppe) Poir.: simile alla specie Leontodon hispidus, ma con habitus particolarmente lussureggiante e ispido con capolini grossi e lunghi scapi fino al doppio delle foglie. (Nella "Flora d'Italia" questa specie è indicata come Leontodon hispidus subsp. dubius (Hoppe) Poir.).
Leontodon siculus (Guss.) Nyman - Dente di leone siciliano: lo scapo spesso è bifido; le radici hanno un diametro maggiore di 2 mm; l'involucro è lungo 15 - 18 mm; gli acheni sono lunghi 10 - 15 mm; l'altezza varia da 10 a 60 cm; il ciclo biologico è perenne; la forma biologica è emicriptofita rosulata (H ros); il tipo corologico è Endemico Siciliano; l'habitat per queste piante è vario; distribuzione prevalente in Sicilia.

#### Specie della zona alpina
Della quindicina di specie spontanee della flora italiana solo 8 vivono sull'arco alpino. La tabella seguente mette in evidenza alcuni dati relativi all'habitat, al substrato e alla distribuzione delle specie alpine.
| Specie | Comunità vegetali | Piani vegetazionali         | Substrato  | pH     | Livello trofico | H2O   | Ambiente    | Zona alpina                          |
| --- | ----------------- | --------------------------- | ---------- | ------ | --------------- | ----- | ----------- | ------------------------------------ |
| L. berinii | 3                 | collinare montano           | Ca - Si    | neutro | medio           | secco | B5          | Alpi Orientali                       |
| L. crispus | 9                 | collinare montano           | Ca         | basico | basso           | arido | F2 G3       | tutto l'arco alpino (escl. VC VA NO) |
| L. hirtus | 12                | collinare montano           | Ca         | basico | basso           | arido | F2 G3       | IM CN TO                             |
| L. hispidus | 11                | da collinare a nivale       | Ca - Si    | neutro | medio           | medio | F2 F3 F5    | tutto l'arco alpino                  |
| L. incanus | 9                 | collinare montano subalpino | Ca         | basico | basso           | arido | F2 I1       | Alpi Centrali e Orientali            |
| L. saxatilis | 11                | collinare                   | Ca - Si    | acido  | medio           | medio | B2 B5 B7 F3 | VC NO BG e Alpi orientali            |
| L. tenuiflorus | 9                 | collinare montano           | Ca         | basico | basso           | arido | C2 F2 I1    | Alpi Centrali e Carnia               |
| L. tuberosus | 9                 | collinare                   | Ca - Ca/Si | basico | basso           | secco | B1 F1 F2 G6 | BG                                   |
| Legenda e note alla tabella. Substrato con “Ca/Si” si intendono rocce di carattere intermedio (calcari silicei e simili); vengono prese in considerazione solo le zone alpine del territorio italiano (sono indicate le sigle delle province). Comunità vegetali: 3 = comunità delle fessure, delle rupi e dei ghiaioni; 9 = comunità a emicriptofite e camefite delle praterie rase magre secche; 11 = comunità delle macro- e megaforbie terrestri; I1 = boschi di conifere; 12 = comunità delle lande di arbusti nani e delle torbiere; Ambienti: B1 = campi, colture e incolti; B2 = ambienti ruderali, scarpate; B5 = rive, vicinanze corsi d'acqua; B7 = parchi, giardini, terreni sportivi; C2 = rupi, muri e ripari sotto roccia; F1 = praterie rase xerofile mediterranee; F2 = praterie rase, prati e pascoli dal piano collinare al subalpino; F3 = prati e pascoli mesofili e igrofili; F4 = prati e praterie magre rase; F5 = praterie rase subalpine e alpine; G3 = macchie basse; G6 = arbusteti mediterranei, macchie e garighe; I1 = boschi di conifere; |                   |                             |            |        |                 |       |             |                                      |

### Specie Europee-Mediterranee
In Europa e nell'areale Mediterraneo (Africa settentrionale e coste mediterranee del Vicino Oriente) oltre alle specie appartenenti alla flora spontanea italiana sono presenti le altre seguenti specie:
- Leontodon balansae Boiss., 1856 - Distribuzione: Algeria
- Leontodon boryi DC., 1838 - Distribuzione: Spagna
- Leontodon djurdjurae  Batt., 1889 - Distribuzione: Algeria
- Leontodon eriopodus  Emb. & Maire, 1927 - Distribuzione: Marocco
- Leontodon farinosus  Merino & Pau, 1906 - Distribuzione: Spagna
- Leontodon filii  (Seub.) Paiva & Ormonde, 1973 - Distribuzione: Azzorre
- Leontodon hellenicus  Phitos, 1966 - Distribuzione: Grecia
- Leontodon kotschyi  Boiss., 1849 - Distribuzione: Transcaucasia
- Leontodon maroccanus  (Pers.) Ball, 1878 - Distribuzione: Algeria, Marocco e Spagna
- Leontodon oxylepis  Boiss. & Heldr., 1849 - Distribuzione: Anatolia
- Leontodon pinetorum  Pau, 1925 - Distribuzione: Spagna
- Leontodon pitardii  Maire, 1924 - Distribuzione: Marocco
- Leontodon rigens  (Aiton) Paiva & Ormonde, 1973 - Distribuzione: Azzorre
- Leontodon tingitanus  (Boiss. & Reut.) Ball, 1878 - Distribuzione: Spagna, Portogallo e Marocco

### Sinonimi
L'entità di questa voce ha avuto nel tempo diverse nomenclature. L'elenco seguente indica alcuni tra i sinonimi più frequenti:
- Antodon Neck.
- Apargia  Scop.
- Asterothrix  Cass.
- Bohadschia  F.W.Schmidt
- Colobium  Roth
- Dens-leonis  Ség.
- Microderis  DC.
- Plancia  Neck.
- Streckera  Sch.Bip.
- Thrincia  Roth
- Thrixa  Dulac
- Virea  Adans.

### Generi simili
Un genere simile a Leontodon è il genere Picris L.. Quest'ultimo si distingue dal primo soprattutto per l'infiorescenza multipla (parecchi capolini in corimbo). Il nuovo genere affine Scorzoneroides Moench si distingue con difficoltà dal Leontodon in quanto oltre che dalle analisi del DNA, la diversità maggiore si ha nei tricomi delle foglie (i peli sono semplici o eventualmente biforcati).

## Usi
L'interesse economico per queste piante è quasi nullo. Da un punto di vista alimentare, in primavera, quando le foglie sono ancora tenere possono essere usate come insalata o cotte come quelle del genere affine Taraxacum. Le radici torrefatte possono essere usate come surrogato del caffè. Altrimenti l'uso più comune è quello nel giardinaggio per formare motivi ornamentali nelle aiuole o lungo i muri soprattutto nei giardini alpini o rocciosi.